# Епархия Сан-Хасинто
Епархия Сан-Хасинто-де-Ягачи (лат. Dioecesis Sancti Hyacinthi de Yaguachi) — епархия Римско-католической церкви с центром в городе Ягуачи в Эквадоре.

## Территория
Епархия входит в состав митрополии Гуаякиля. Кафедральный собор Святого Гиацинта находится в городе Ягуачи. Территория диоцеза разделена на 42 прихода. В епархии служат 49 священников (40 приходских и 9 монашествующих), 3 диакона.

## История
Епархия Сан-Хасинто была создана буллой «Целительным словом» (лат. Verba salutiferae) от 4 ноября 2009 года на части территории архиепархии Гуаякиля римским папой Бенедиктом XVI.

## Ординарии
- Анибаль Ньето-Герра, O.C.D. (4.11.2009 — 31.01.2025, в отставке);
- Густаво Адольфо Росалес Эскобар (31.01.2025 — по настоящее время).